# Michael Stolowitzky
Michael Stolowitzky (auch Michał Stołowicki, hebräisch רות אלמוג, geboren Februar 1936 in Warschau) ist ein polnisch-israelischer Touristikkaufmann und Überlebender des Holocaust.

## Leben
Michał Stołowicki wurde in eine großbürgerliche jüdische Unternehmerfamilie, die im Metallhandel und mit Mühlenbetrieben tätig war, geboren. Beim deutschen Überfall auf Polen 1939 war sein Vater Jacob Stołowicki gerade geschäftlich in Paris und saß nun dort fest. Er wurde später von den Deutschen im KZ Auschwitz ermordet. Michał Stołowickis Mutter Lidia (1896–1940), geborene Drejzer, floh mit ihm ins litauische Wilna, das nun aufgrund des Hitler-Stalin-Paktes der Sowjetunion zugeschlagen wurde. Sie wollte von dort emigrieren, erlitt aber 1940 einen schweren Schlaganfall. Die Kinderfrau der Familie, Gertruda Bablinska, eine Katholikin, versprach der Sterbenden, den Sohn nach Palästina zu bringen. Sie gab fortan Michał als ihren Neffen aus, dessen Erziehung sie übernommen habe, sie ließ ihn taufen und als Messdiener wirken. Nach der deutschen Besetzung Litauens 1941 gerieten die beiden erneut in Gefahr, als die Deutschen die Juden im Ghetto Wilna inhaftierten und die Todesstrafe für diejenigen ankündigten, die Juden bei sich versteckten. Der SS-Hauptsturmführer Karl Rink, der selbst eine 1924 geborene Tochter mit seiner jüdischen Ehefrau hatte, habe einmal bei einer Passantenkontrolle verhindert, dass Michałs katholische Identität in Frage gestellt wurde, und rettete ihn somit vor dem Holocaust.
Nach Kriegsende gerieten Bablinska und Stolowitzky für zwei Jahre in ein DP-Lager in Deutschland, von wo sie versuchten, nach Palästina zu gelangen. Nach einer vergeblichen Reise mit dem Schiff Exodus glückte ihnen dies 1948 im zweiten Anlauf. Stolowitzky wuchs bei seiner Ziehmutter in Jaffa auf und arbeitete, nach dem Militärdienst bei der israelischen Marine, als Touristikkaufmann in der israelischen Tourismusbranche. Er war Soldat 1956 im Suez-Krieg, 1967 im Sechstagekrieg und 1973 im Jom-Kippur-Krieg. 1977 erhielt er von einem israelischen Reiseunternehmen einen Job in den USA, wo er bis zu seinem Ruhestand im Jahr 2002 Pilgerreisen in das Heilige Land organisierte. Stolowitzky arbeitete als Manager bei American Express und gründete 1989 in New York die American Tourism Society (ATS). Er ist Co-Direktor einer Organisation, die die Bemühungen um Weltfrieden mit Verständigung durch Tourismus fördern will.
Bablinska blieb in Israel wohnen, sie war dort 1963 als Gerechte unter den Völkern geehrt worden. Von dem vor Beginn des Zweiten Weltkriegs in der Schweiz deponierten Familienvermögen wurde Stolowitzky nur ein sehr kleiner Teil restituiert, der Familienpalast in Warschau wurde von der Volksrepublik Polen enteignet und gehörte später zum Sitz des polnischen Agrarministeriums. In Frankreich fand er Spuren vom Leben seines Vaters, der, in der Annahme seine Familie in Polen verloren zu haben, während des Krieges eine Italienerin geheiratet hatte, bevor er deportiert wurde.
Um das Jahr 2000 beschloss Stolowitzky, seine Geschichte selbst zu erzählen. Der israelische Bestsellerautor Ram Oren bereitete die Lebensgeschichte von Bablinska, Stolowitzky, Moshe Segalson und Helga Rink zu einem biografischen Roman auf, der 2007 veröffentlicht und in mehrere Sprachen übersetzt wurde. Oren selbst bezeichnet sein Buch als „non-fiction book“. Elie Wiesel nannte den Text als “written with impressive talent and suspense, this true story will appeal to many”.
Stolowitzky reiste in der Folgezeit auch nach Deutschland, um dort als Zeitzeuge zu sprechen.
Stolowitzky wohnt in der Upper East Side in New York, ist verheiratet und hat einen Sohn.

## Interviews
- Leora Kahn: Interview with Michael Stolowitzky. 50 Minuten, bei oralhistory